# パセリガエル科
パセリガエル科（パセリガエルか、Pelodytidae）は両生綱無尾目に分類される科。パセリガエル属のみで構成される。別名ツブガエル科。

## 分布
ヨーロッパ南西部、コーカサス地方
最初の化石（†Propelodytes）がドイツで始新世層から発掘されており、この科はローラシア大陸起源と考えられる。

## 形態
- 成体

小型で、体長は大きくても5cm程である。小さく足が長いことから外形はアカガエル類に似る。瞳孔は縦長の楕円形。後足の隆起（内蹠隆起）と水かきはさほど発達しない。雄は外鳴嚢をもたず、また繁殖期には第1指、第2指から腹部にかけて顕著な黒色の婚姻瘤（こんいんりゅう）が発達する。
- 幼生（オタマジャクシ）

口器の構造は複雑で、角質化した小歯を有し、唇も発達している。鰓室と外部への開口部（呼吸孔）はそれぞれ単一で、呼吸孔は体の左側に開いている。

## 生態
地上生で跳躍力があり、また泳ぎもうまい。雄の発声はそれ程強くない。抱接の際に雄は雌の腰部を抱き、産卵は水草の多い止水環境にて行われる。幼生は自由遊泳生活する。

## 分類
以前はスキアシガエル科に含める説もあった。
以下の分類・英名は、Amphibian Species of the World(2020)に従う。
- Pelodytes atlanticus  Lusitanian parsley frog
- Pelodytes caucasicus コーカサスパセリガエル[4] Caucasus parsley frog
- Pelodytes hespericus  Hesperides' parsley frog
- Pelodytes ibericus Iberian parsley frog
- Pelodytes punctatus Parsley frog

## 系統関係
- 他の科との関係

パセリガエル科はスキアシガエル科に含められることもあるが、現在では異なった科と見るのが一般的である。ただ、多くの系統解析がパセリガエル科はスキアシガエル科と最も近縁であるという結果を得ている。ただし、現在スキアシガエル科は複数の科（コノハガエル科、ニンニクガエル科、トウブスキアシガエル科（三つとも仮称））に分けるとする考えもあり、その考えのもとで、パセリガエル科とトウブスキアシガエル科とのグループと、スキアシガエル科に含まれていた残り二つの科のグループとに分岐するという結論を得ている研究も存在する（Frost et al., 2006を参照）。
- 下位分類群の系統関係